# Linnaemya jocosa
Linnaemya jocosa är en tvåvingeart som först beskrevs av Karsch 1886.  Linnaemya jocosa ingår i släktet Linnaemya och familjen parasitflugor. Inga underarter finns listade i Catalogue of Life.